# Токайдо (дорога)
Дорога Токайдо (яп. 東海道 То:кайдо:, «Восточный приморский тракт») — одна из пяти главных дорог (Гокайдо) в Японии Периода Эдо. Почтовый тракт соединял столицу, город Эдо (теперь Токио) с императорским городом Киото. Дорога была более удобной для путешествий, чем остальные дороги через центральную часть острова, и была очень популярна. Дорога проходила вдоль тихоокеанского побережья через одноимённую провинцию Токайдо На предпоследней станции Кусацу-дзюку в префектуре Сига дорога сливается с трактом Накасэндо, который подходит к Киото с другой стороны

## Путешествие по Токайдо
Большинство передвигалось по тракту пешком, так как в то время кареты на колёсах были крайне редки, а тяжёлые грузы перевозили по океану на лодках. Более богатые ехали на носилках каго. Женщинам запрещалось путешествовать в одиночку, их обязательно должны были сопровождать мужчины. Существовало также немало правил и ограничений на дороге, но далеко не все пускались в ход.
Вдоль тракта государством были оборудованы почтовые станции (сюкуба), где путники могли отдыхать, питаться, менять носильщиков и заботиться о лошадях. Первоначально тракт состоял из 53 станций между Эдо и Киото, станции соответствовали 53 буддийским святым, к которым спустилась боддхисатва Судхана (воплощение Авалокитешвары), чтобы привести их к просветлению. На дороге были построены также несколько застав, в которых проходила проверка документов и разрешений на проезд.

## Токайдо в японской культуре
Путешествие по тракту Токайдо стало популярной темой для писателей и художников. Издавалось немало описаний и указателей для путешествующих, а также серии иллюстраций и картин. Приобрёл популярность роман писателя Дзиппэнся Икку под названием «Токайдотю хидзакуригэ» («На своих двоих по Токайдскому тракту») приключенческого характера.
Знаменитый художник Утагава Хиросигэ посвятил каждой станции картину, создав таким образом цикл «53 станции Токайдо».
Поэт Мацуо Басё (составитель традиционных хайку) также путешествовал по этой дороге. В 1980-е годы следом за Хиросигэ американский художник Билл Зача проехал через исторические станции и также написал 55 картин. Серию из 53 картин написал также британский художник Нигел Кэпл в 1998—2000 годы.
Фирма Sunsoft разработало видео-игру Tōkaidō Gojūsan-tsugi для игровой приставки Nintendo.

## Осака Кайдо
В 1619 году к тракту были добавлены дополнительные станции до города Осака, и был построен тракт Осака Кайдо (яп. 大阪街道), вместе с этим отрезком путь до Осаки проходил через 57 станций.

## Современный Токайдо
В настоящее время токайдский коридор приходится на самые оживлённые автомобильные и железнодорожные пути через густонаселённые районы, вдоль тракта проложены скоростные железные дороги (в частности синкансэн). Сохранились лишь очень небольшие фрагменты исторического тракта.